# Rosidae
Rosidae, Kod Cronquista (Arthur Cronquist, 1988. The Evolution and Classification of Flowering Plants) i Tahtadžjana (Armen Tahtadžjan, 1997. Diversity and Classification of Flowering Plants) podrazred u razredu Rosopsida ili dvosupnica. Sastoji se od 58.000 vrsta sa 114 porodica. To su drvenaste i zeljaste biljke s cvjetovima pretežno dvospolnima a oprašivanje se vrši pomoću kukaca (entomofilija). Plodovi se javljaju u različitim oblicima, kao bobice, mahune ili koštunice.
Starost biljaka ovog reda iznosi oko 110 milijuna godina (donja kreda).

### Cronquistov sustav
Red Rosales:
1. Brunelliaceae
2. Connaraceae
3. Eucryphiaceae
4. Cunoniaceae
5. Davidsoniaceae
6. Dialypetalanthaceae
7. Pittosporaceae
8. Byblidaceae
9. Hydrangeaceae
10. Columelliaceae
11. Grossulariaceae
12. Greyiaceae
13. Bruniaceae
14. Anisophylleaceae
15. Alseuosmiaceae
16. Crassulaceae
17. Cephalotaceae
18. Saxifragaceae
19. Rosaceae
20. Neuradaceae
21. Crossosomataceae
22. Chrysobalanaceae
23. Surianaceae
24. Rhabdodendraceae

Red Fabales:
1. Mimosaceae
2. Caesalpiniaceae
3. Fabaceae (Papilionaceae)

Red Proteales:
1. Elaeagnaceae
2. Proteaceae

Red Podestemales:
1. Podostemaceae

Red Haloragales:
1. Haloragaceae
2. Gunneraceae

Red Myrtales:
1. Sonneratiaceae
2. Lythraceae
3. Rhynchocalycaceae
4. Alzateaceae
5. Penaeaceae
6. Crypteroniaceae
7. Thymelaeaceae
8. Trapaceae
9. Myrtaceae
10. Punicaceae
11. Onagraceae
12. Oliniaceae
13. Melastomataceae
14. Combretaceae

Red Rhizophorales:
1. Rhizophoraceae

Red Cornales:
1. Alangiaceae
2. Cornaceae
3. Garryaceae

Red Santalales:
1. Medusandraceae
2. Dipentodontaceae
3. Olacaceae
4. Opiliaceae
5. Santalaceae
6. Misodendraceae
7. Loranthaceae
8. Viscaceae
9. Eremolepidaceae
10. Balanophoraceae

Red Rafflesiales:
1. Hydnoraceae
2. Mitrastemonaceae
3. Rafflesiaceae

Red Celastrales:
1. Geissolomataceae
2. Celastraceae
3. Hippocrateaceae
4. Stackhousiaceae
5. Salvadoraceae
6. Tepuianthaceae
7. Aquifoliaceae
8. Icacinaceae
9. Aextoxicaceae
10. Cardiopteridaceae
11. Corynocarpaceae
12. Dichapetalaceae

Red Euphorbiales:
1. Buxaceae
2. Simmondsiaceae
3. Pandaceae
4. Euphorbiaceae

Red Rhamnales:
1. Rhamnaceae
2. Leeaceae
3. Vitaceae

Red Linales:
1. Erythroxylaceae
2. Humiriaceae
3. Ixonanthaceae
4. Hugoniaceae
5. Linaceae

Red Polygalales:
1. Malpighiaceae
2. Vochysiaceae
3. Trigoniaceae
4. Tremandraceae
5. Polygalaceae
6. Xanthophyllaceae
7. Krameriaceae

Red Sapindales:
1. Staphyleaceae
2. Melianthaceae
3. Bretschneideraceae
4. Akaniaceae
5. Sapindaceae
6. Hippocastanaceae
7. Aceraceae
8. Burseraceae
9. Anacardiaceae
10. Julianiaceae
11. Simaroubaceae
12. Cneoraceae
13. Meliaceae
14. Rutaceae
15. Zygophyllaceae

Red Geraniales:
1. Oxalidaceae
2. Geraniaceae
3. Limnanthaceae
4. Tropaeolaceae
5. Balsaminaceae

Red Apiales:
1. Araliaceae
2. Apiaceae (Umbelliferae)

### Tahtadžjanov sustav
Nadred Saxifraganae
Red Cunoniales
Cunoniaceae
Davidsoniaceae
Eucryphiaceae
Brunelliaceae
Red Saxifragales
Tetracarpaeaceae
Penthoraceae
Crassulaceae
Saxifragaceae
Grossulariaceae
Pterostemonaceae
Iteaceae
Eremosynaceae
Vahliaceae
Red Cephalotales
Cephalotaceae
Red Greyiales
Greyiaceae
Red Francoales
Francoaceae
Red Haloragales
Haloragaceae
Red Podostemales
Podostemaceae
Red Gunnerales
Gunneraceae
Nadred Rosanae
Red Rosales
Rosaceae
Neuradaceae
Red Crossosomatales
Crossosomataceae
Red Chrysobalanales
Chrysobalanaceae
Nadred Rhizophoranae
Red Anisophylleales
Anisophylleaceae
Red Rhizophorales
Rhizophoraceae
Nadred Myrtanae
Red Myrtales
Alzateaceae
Rhynchocalycaceae
Penaeaceae
Oliniaceae
Combretaceae
Crypteroniaceae
Memecylaceae
Melastomataceae
Lythraceae
Punicaceae
Duabangaceae
Sonneratiaceae
Onagraceae
Trapaceae
Psiloxylaceae
Heteropyxidaceae
Myrtaceae
Nadred Fabanae
Red Fabales
Fabaceae
Nadred Rutanae
Red Sapindales
Staphyleaceae
Tapisciaceae
Melianthaceae
Sapindaceae
Hippocastanaceae
Aceraceae
Bretschneideraceae
Akaniaceae
Red Tropaeolales
Tropaeolaceae
Red Sabiales
Sabiaceae
Meliosmaceae
Red Connarales
Connaraceae
Red Rutales
Rutaceae
Rhabdodendraceae
Cneoraceae
Simaroubaceae
Surianaceae
Irvingiaceae
Kirkiaceae
Ptaeroxylaceae
Tepuianthaceae
Meliaceae
Red Leitneriales
Leitneriaceae
Red Coriariales
Coriariaceae
Red Burserales
Burseraceae
Anacardiaceae
Podoaceae
Nadred Geranianae
Red Linales
Hugoniaceae
Linaceae
Ctenolophonaceae
Ixonanthaceae
Humiriaceae
Erythroxylaceae
Red Oxalidales
Oxalidaceae
Lepidobotryaceae
Red Geraniales
Hypseocharitaceae
Vivianiaceae
Geraniaceae
Ledocarpaceae
Rhynchothecaceae
Red Biebersteiniales
Biebersteiniaceae
Red Balsaminales
Balsaminaceae
Red Zygophyllales
Zygophyllaceae
Peganaceae
Balanitaceae
Nitrariaceae
Tetradiclidaceae
Red Vochysiales
Malpighiaceae
Trigoniaceae
Vochysiaceae
Tremandraceae
Krameriaceae
Red Polygalales
Polygalaceae
Xanthophyllaceae
Emblingiaceae
Nadred Corynocarpanae
Red Corynocarpales
Corynocarpaceae
Nadred Celastranae
Red Brexiales
Ixerbaceae
Brexiaceae
Rousseaceae
Red Parnassiales
Parnassiaceae
Lepuropetalaceae
Red Celastrales
Goupiaceae
Celastraceae
Lophopyxidaceae
Stackhousiaceae
Red Salvadorales
Salvadoraceae
Red Icacinales
Aquifoliaceae
Phellinaceae
Icacinaceae
Sphenostemonaceae
Red Metteniusales
Metteniusaceae
Red Cardiopteridales
Cardiopteridaceae
Nadred Santalanae
Red Medusandrales
Medusandraceae
Red Santalales
Olacaceae
Opiliaceae
Aptandraceae
Octoknemaceae
Santalaceae
Misodendraceae
Loranthaceae
Viscaceae
Eremolepidaceae
Nadred Rhamnanae
Red Rhamnales
Rhamnaceae
Red Elaeagnales
Elaeagnaceae
Nadred Proteanae
Red Proteales
Proteaceae
Nadred Vitanae
Red Vitales
Vitaceae
Leeaceae
USDA ima na popisu 18 redova: Apiales (celerolike), Celastrales (gušićolike), Cornales (drjenolike), Euphorbiales (mlječikolike), Fabales (bobolike), Geraniales (iglicolike), Haloragales, Linales (lanolike),  Myrtales (mirtolike), Podostemales, Polygalales (krestušolike), Proteales, Rafflesiales, Rhamnales (krušinolike), Rhizophorales, Rosales (ružolike), Santalales (santalolike), Sapindales (sapindolike).
- Toricellia angulata, red Apiales
- otrovni listovi Dichapetalum cymosum, red Celastrales
- Loasa vulcanica, red Cornales
- Vernicia fordii, red Euphorbiales ili Malpighiales
- Archidendropsis thozetiana, red Fabales
- Tropaeolum sp., red Geraniales
- Gunnera tinctoria, red Haloragales
- Ixonanthes reticulata, red Linales
- Camissonia californica, red Myrtales
- Mourera fluviatilis, red Podostemales